# Psicosi (pel·lícula de 1960)
Psicosi (títol original en anglès: Psycho) és una pel·lícula de terror i suspens de 1960, dirigida per Alfred Hitchcock i amb guió adaptat per Joseph Stefano.
És considerada com una obra mestra en el seu gènere. Destaca especialment l'escena de la dutxa, que ha esdevingut un referent en la història del cinema. Narra la història d'un assassí psicòtic i està basada en la novel·la homònima de Robert Bloch, que es va inspirar en Ed Gein, un psicòpata real.
Va estar nominada a quatre Oscars, i Janet Leigh va guanyar el Globus d'Or a la millor actriu secundària per la seva interpretació de Marion Crane. La pel·lícula va ser doblada al català.

## Argument[3]

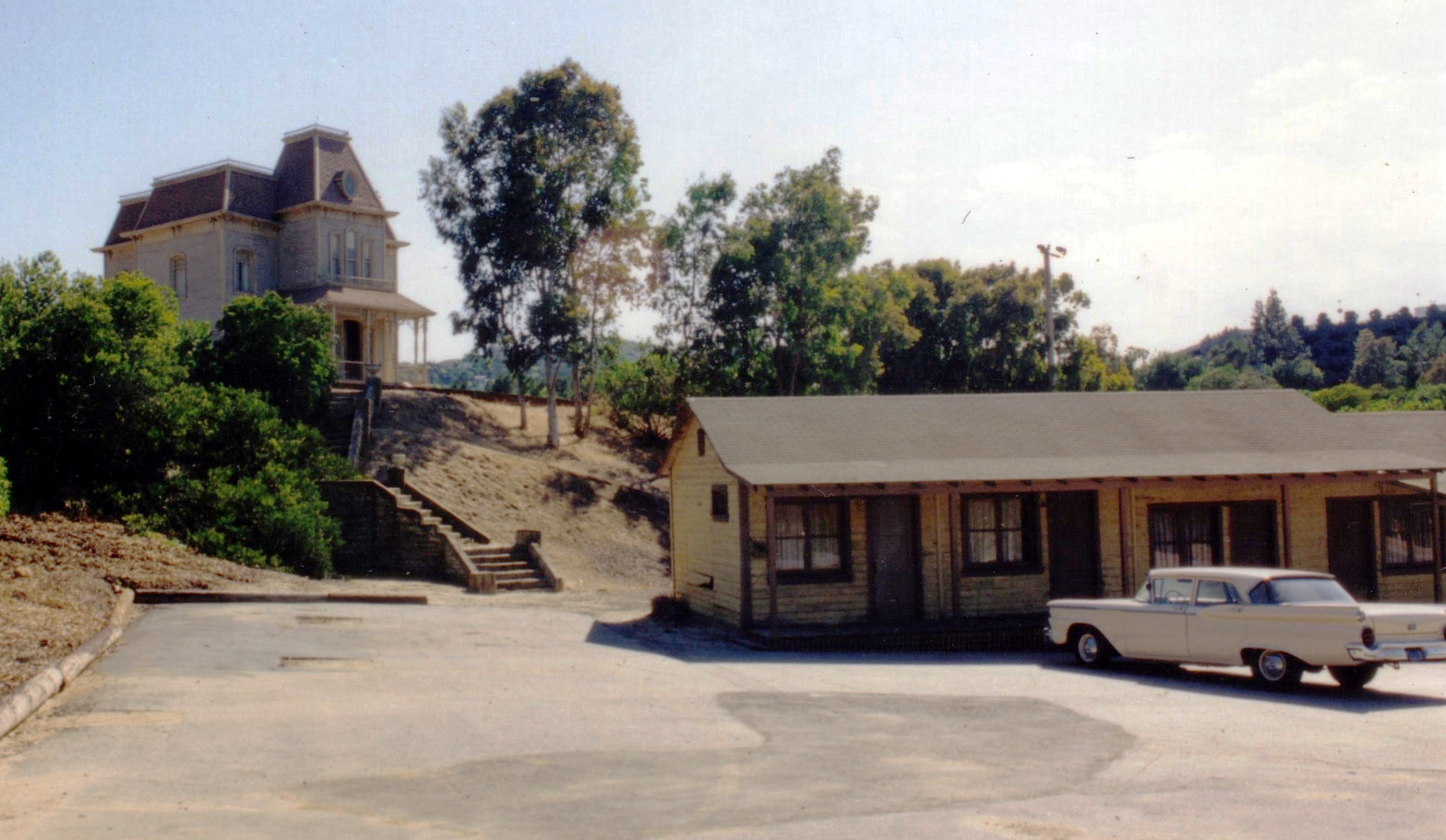
Escenografia del Motel Bates als Universal Studios.

El film comença a Phoenix amb la discussió entre dos amants. Marion Crane (Janet Leigh) i Sam Loomis (John Gavin) en un hotel. Fins que les finances de Sam no millorin no es podran casar i ell ha de pagar una forta pensió a la seva ex-dona. En un acte de desesperació, Marion roba 40.000 dòlars del seu lloc de treball quan el seu cap li demana que els ingressi al banc i fuig.
Durant el viatge es canvia el cotxe per un de segona mà en un intent d'evitar que li segueixin la pista.
Després de conduir moltes hores, se sent cansada i s'atura en un apartat motel de 12 habitacions, que és dirigit per Norman Bates (Anthony Perkins), un jove solitari que es cuida de la seva mare i que viu en una casa sinistra en un turó sobre el motel.
Norman li vol oferir anar a casa seva a menjar-se uns entrepans i puja a la casa a preparar-los. Llavors Marion sent com la mare l'escridassa com si convidar a una noia a menjar fos part d'un assumpte indecent.
Així, doncs, Norman li porta el menjar al seu despatx, darrere de la recepció del motel, on ell guarda alguns dels ocells que ha dissecat. Mentre ella sopa li parla de la seva afició a la taxidèrmia i de la malaltia mental de la seva mare, de manera que ella constata que és un individu excèntric.
Després de sopar, Marion es va a dutxar i és apunyalada fins a la mort per una figura ombrívola de dona. (Mítica escena mundialment coneguda actualment).
Norman arriba i es troba horroritzat amb el cadàver ensangonat de la noia. Per protegir la seva mare, agafa el cos i els seus objectes personals, (inclosos els diners, que no veu perquè estan amagats dins d'un diari) els posa al cotxe de Marion i els tira a uns aiguamolls propers al motel.
Mentrestant, Sam i la germana de Marion, Lila (Vera Miles) contracten un detectiu privat anomenat Milton Arbogast (Martin Balsam) que segueix la pista de Marion fins al motel Bates, on interroga un nerviós Norman. Després truca a Lila, anunciant-li que ha trobat la pista de la seva germana en un motel i que intentarà interrogar a la mare de Norman per si ha vist quelcom.
Mentre registra la casa sense permís, és atacat amb un punyal per la mateixa figura ombrívola de dona que va matar a Marion i cau per les escales i mor. Sam i Lila, al no rebre notícies d'Arbogast, van al poble i parlen amb el xèrif. Quan li parlen de la senyora Bates, la dona del xèrif els pregunta si Norman s'ha casat. Aparentment, la mare de Norman va morir deu anys enrere, suïcidant-se amb estricnina.
Sam i Lila van al motel i mentre Sam entreté a Norman al seu despatx, Lila puja a la casa dels Bates per registrar-la. Norman mentrestant s'adona que la conversa amb Sam és un parany, el deixa inconscient i puja corrents cap a casa seva. Per amagar-se, Lila baixa al soterrani i descobreix el cadàver dissecat de la mare de Norman. Llavors és atacada per Norman, vestit amb la roba de la seva mare i una perruca, però és salvada a temps per Sam, que ha recuperat el coneixement.
Al final de la pel·lícula, un psiquiatre, el doctor Fred Richmond (Simon Oakland), explica a Lila, Sam i a les autoritats que la mare de Norman, morta feia 10 anys, encara viu a la ment del seu fill. Quan era viva, la senyora Bates sempre havia mantingut una actitud dominadora sobre Norman, de manera que ell la va matar, però després, sentint-se culpable, va intentar esborrar de la seva ment el crim. Físicament, va desenterrar el cos i el va dissecar.
Psicològicament, va desenvolupar la personalitat de la seva mare. Actuava com ella, parlava amb la veu d'ella i es vestia com ella, en un intent d'esborrar la seva culpabilitat. Però la personalitat de la seva mare que ell havia desenvolupat va matar la Marion en un atac de gelosia cap a la noia que s'havia acostat al seu fill.
En l'última escena mostra Norman Bates, quiet i silenciós a la seva cel·la, amb la seva ment totalment dominada per la personalitat de la seva mare que el culpa dels crims i que pretén demostrar la seva innocència a la policia.

## Premis i Nominacions

### Nominacions[4]
- Oscar a la millor pel·lícula (Alfred Hitchcock)
- Oscar a la millor actriu secundària (Janet Leigh)
- Oscar a la millor direcció artística (Joseph Hurley, Robert Clatworthy, George Milo)
- Oscar a la millor fotografia (John L. Rusell)

## Repartiment

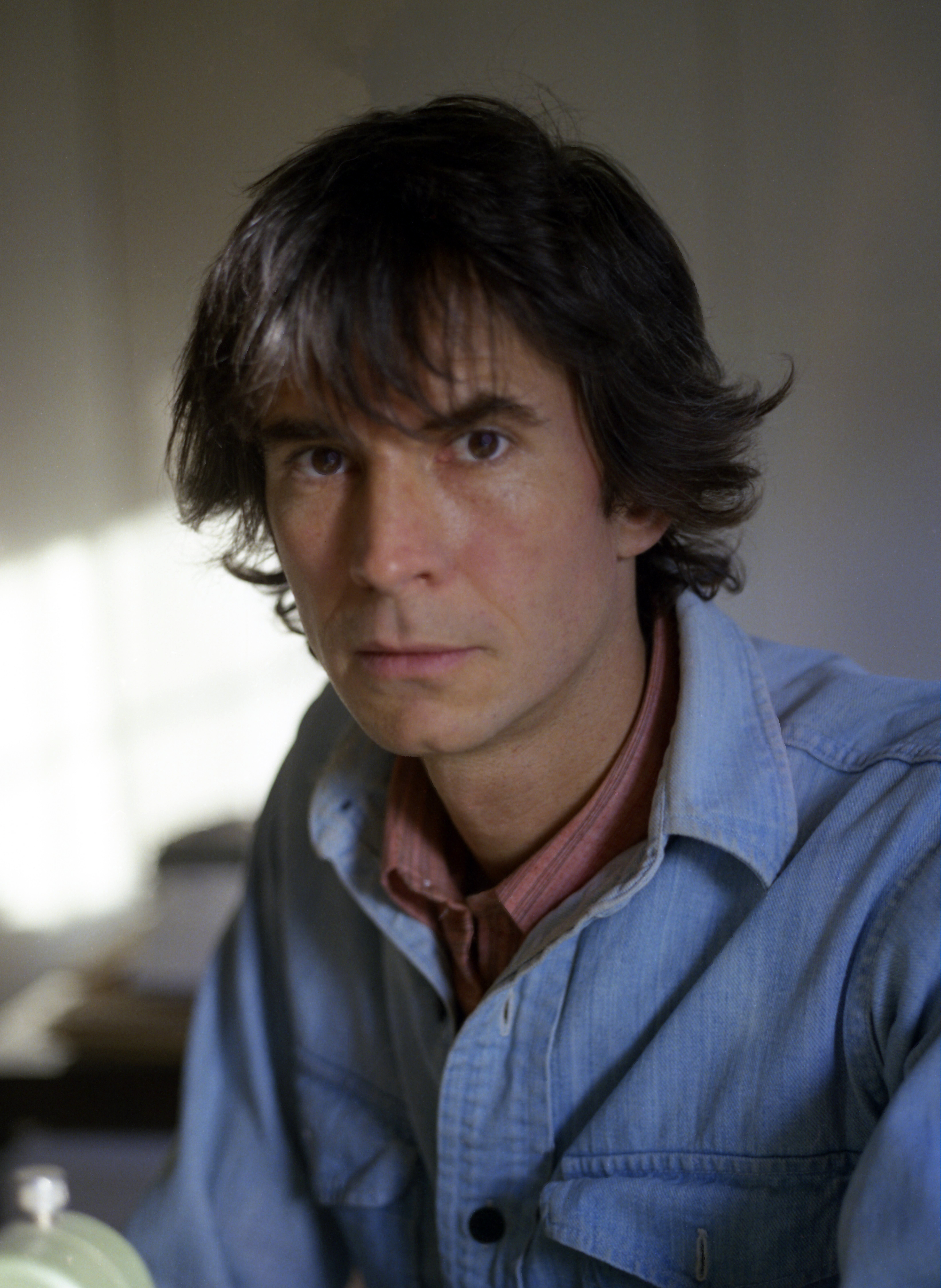
Anthony Perkins en una fotografia de 1975

| Intèrpret          | Personatge                     | Veu en català        |
| ------------------ | ------------------------------ | -------------------- |
| Anthony Perkins    | Norman Bates                   | Pep Anton Muñoz      |
| Janet Leigh        | Marion Crane                   | Maria Jesús Lleonart |
| Vera Miles         | Lila Crane                     | Maife Gil            |
| John Gavin         | Sam Loomis                     | Jordi Royo           |
| Martin Balsam      | detectiu Milton Arbogast       | Claudi García        |
| John McIntire      | xèrif Al Chambers              | Isidre Sola          |
| Simon Oakland      | doctor Fred Richman            | desconeguda          |
| Frank Albertson    | Tom Cassidy                    | desconeguda          |
| Patricia Hitchcock | Caroline                       | desconeguda          |
| Vaughn Taylor      | George Lowery                  | desconeguda          |
| Lurene Tuttle      | Sra. Chambers                  | desconeguda          |
| John Anderson      | California Charlie             | desconeguda          |
| Jeannette Nolan    | veu de la mare de Norman Bates | Carme Contreras      |
| desconegut         | advocat d'en Norman Bates      | Pep Torrents         |